# Franz Wurz
Franz Wurz (ur. 2 grudnia 1946 r. w Eggern w Austrii) – były austriacki kierowca sportów motorowych, autor wielu koncepcji ośrodków doskonalenia techniki jazdy na całym świecie, specjalista ds. bezpieczeństwa ruchu drogowego, szkolenia kierowców i instruktorów jazdy.

## Kariera sportowa i zawodowa
Franz Wurz jest synem Franza Wurza Sr., właściciela młyna, który był entuzjastą sportów motorowych, w latach pięćdziesiątych ścigał się swoim BMW 328. Franz Wurz Jr. kontynuując tradycję rodzinną został mistrzem młynarstwa. Jednak motoryzacja była mu bliższa i z hobby zamieniła się w zawód – został kierownikiem sprzedaży w firmie B2000 produkującej artykuły do pielęgnacji samochodów. Własną karierę w sportach motorowych rozpoczął w 1967 roku w Oplu Rally – Kadett'cie. Wkrótce potem przesiadł się do Mini Coopera S i wziął udział w swoich pierwszych zawodach Autocrossowych. W 1969 roku Franz Wurz całkowicie poświęcił się Autocrossowi i został mistrzem Austrii cztery razy z rzędu. W 1972 roku wziął udział w swoich pierwszych zawodach Rallycross w Holandii. Od 1973 roku skupił się na tym nowym sporcie wyścigowym i został mistrzem Europy w VW 1302S w 1974 roku oraz Lancią Stratos HF w 1976. Po niepowodzeniu w Fiacie 131 Mirafiori Abarth Franz Wurz wycofał się pod koniec 1978. W 1982 roku powrócił i ponownie został mistrzem Europy w Rallycross'ie, tym razem w Audi Quattro. Pod koniec swojej kariery motorsportowej, Franz Wurz powrócił do swoich korzeni i brał udział w kilku znanych rajdach krajowych i międzynarodowych. Z Rudim Stohlem jako pilotem, wygrał grupę A w Argentynie 1983 roku w 80 Audi quattro, i tym samym zdobył licencję kierowcy FIA w grupie B. 1984 był pilotem Björna Waldegårda (Audi Quattro), który zajął drugie miejsce w rajdzie Jänner, a ze swym pilotem Johannes'em Geistem, Franz Wurz został zwycięzcą rajdu Turcji. W 1984 roku ÖAMTC (Der Österreichische Automobil-, Motorrad- und Touring Club – Austriacki Klub Sportów Motorowych i Turystyki, liczący ponad 1 800 000 członków) zlecił opracowanie koncepcji szkolenia w zakresie bezpieczeństwa drogowego. Tak więc ÖAMTC stworzył własny dział pod kierownictwem Franza Wurza. W 1987 roku ÖAMTC otworzył swój pierwszy, wielofunkcyjny Ośrodek Doskonalenia Techniki Jazdy w Teesdorf. Został on zaprojektowany zgodnie z koncepcją Franza Wurza i tym samym ustanowiono światowy standard w szkoleniu kierowców. Do 2012 otworzono dziewięć kolejnych ośrodków w Austrii oraz, w oparciu o koncepcje Franza Wurza, otwarto kolejne ośrodki w Niemczech, Luksemburgu, Włoszech, Francji, Holandii, Polsce, Hiszpanii, Szwecji i Egipcie. W 2012 roku firma Franza Wurza i jego syna Alexa Wurza – Test & Training International – otrzymała zamówienie od egipskiego Ministerstwa Turystyki na zaprojektowanie ośrodka szkoleniowego dla kierowców, na 40 ha pod Kairem. W tym największym na świecie Ośrodku Doskonalenia Techniki Jazdy celem jest edukacja egipskich kierowców autobusów. Na początku lat dziewięćdziesiątych, Franz Wurz zajął się karierą motoryzacyjną swojego syna Alexa Wurza, który został kierowcą Formuły-1 i dwukrotnym zdobywcą tytułu mistrza Le Mans. W dniu 8 czerwca 2006 roku, Franz Wurz został laureatem honorowego tytułu Austriackiego Doradcy Handlowego "Councilor of Commerce" nadanego przez Urząd Kanclerza Federalnego Austrii.
Franz Wurz i jego firma Test and Training International wdrażają kobiety w ruch drogowy w Arabii Saudyjskiej. Firma została w 2015 roku nagrodzona nagrodą Prine Michael International Road Safety Award.

## Rodzina
Franz Wurz jest żonaty, ma dwóch synów, jednym z nich jest kierowca Alexander Wurz.

## Lista ważniejszych sukcesów w Autocross i Motorsport

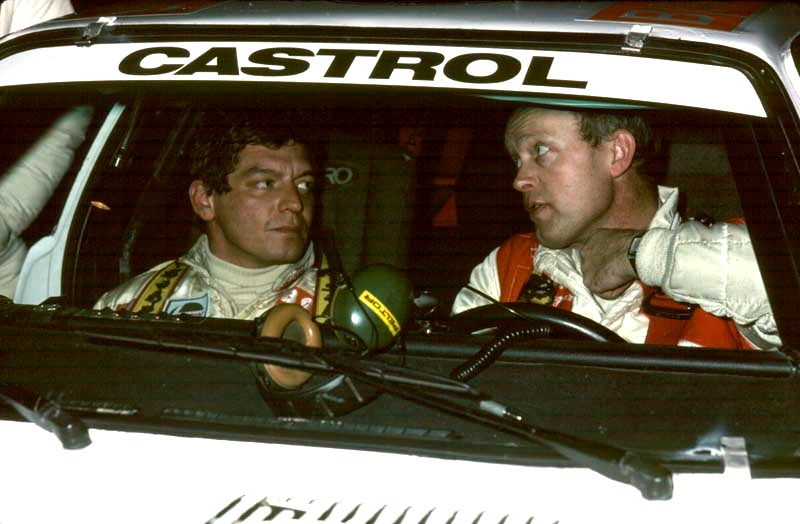
Franz Wurz jako pilot Björna Waldegårda w rajdzie Jänner 1984

- 1969: Zwycięzca OSK Autocross cup (Ford Escort Twincam)
- 1970: Mistrzostwo okręgowe w Austrian Autocross (Buggy VW 2.0)
- 1971: Mistrzostwo okręgowe w Austrian Autocross (Buggy VW 2.0)
- 1972: Mistrzostwo okręgowe w Austrian Autocross (Buggy VW 2.0)
- 1973: 3. miejsce w Embassy Mistrzostwa Europy w Rallycross (VW 1302S 2,2)
- Zwycięzca belgijskiej eliminacji Rallycross'owych Mistrzostw Europy – 17 czerwca
- Zwycięzca brytyjskiej eliminacji Rallycross'owych Mistrzostw Europy – 15 września
- 1974: Zwycięzca Embassy Mistrzostw Europy w Rallycross (VW 1302S 2,4)
- Zwycięzca austriackiej eliminacji Rallycross'owych Mistrzostw Europy – 12 maja
- Zwycięzca szwedzkiej eliminacji Rallycross'owych Mistrzostw Europy – 19 maja
- 1975: 4. miejsce w ERA Mistrzostwa Europy w Rallycross (VW 1302S 2,4)
- 1976: Zwycięzca Pucharu Europy FIA Rallycross (Lancia Stratos HF 2.4)
- Zwycięzca fińskiej eliminacji Rallycross'owych Mistrzostw Europy – 30 maja
- Zwycięzca austriackiej eliminacji Rallycross'owych Mistrzostw Europy – 1 sierpnia
- 1977: Mistrzostwo okręgowe w Austrian Rallycross (Lancia Stratos HF 3.0)
- 1977: 6. miejsce w Pucharze Europy FIA Rallycross (Lancia Stratos HF 3.0)
- 1978: 13. miejsce (7. miejsce w dywizji) w Pucharze Europy FIA Rallycross (Fiat 131 Mirafori Abarth)
- 1982: Mistrzostwa Europy FIA Rallycross (Audi Quattro)
- Zwycięzca Europejskich Mistrzostw Austrian Rallycross – 28 marca
- Zwycięzca Europejskich Mistrzostw Finnish Rallycross – 23 maja mistrzostwa
- Zwycięzca Europejskich Mistrzostw German Rallycross – 3 października
- 1982: 6. miejsce w mistrzostwach Europy FIA Rallycross (Audi Quattro)

## Publikacje
- Franz Wurz, Meine Fahrtechnik, Das Buch für Sicherheit und Spaß beim Autofahren, 1987, Orac-Verlag, ISBN 3-7015-0083-5